# Tetranchyroderma bunti
Tetranchyroderma bunti är en djurart som tillhör fylumet bukhårsdjur, och som först beskrevs av Thane-Fenchel 1970.  Tetranchyroderma bunti ingår i släktet Tetranchyroderma och familjen Thaumastodermatidae. Inga underarter finns listade i Catalogue of Life.